# Krigsåret 1803

## Pågående krig
- Barbareskkriget (1801-1805)
  - Bägge Sicilierna och USA på ena sidan.
  - Marocko och Tripoli på andra sidan.

- Indiankrigen (1622-1918)
  - Diverse stater i Amerika på ena sidan
  - Diverse indainstammar på andra sidan

- Napoleonkrigen (1803-1815)[1]
  - Frankrike och Spanien på ena sidan
  - Storbritannien på andra sidan

## Händelser

### Maj
- 18 maj - Storbritannien förklarar krig mot Frankrike. Napoleonkrigen har börjat.

### November
- 1 - I Indien äger slaget i Laswari rum mellan  Brittiska Ostindiska Kompaniets armé under general Gerard Lake och Scindias marathiska armé.

### Okänt datum
- Franska trupper besätter Hannover och Kungariket Neapel

### Fotnoter
1. ↑  ”World Statesmen”. http://www.worldstatesmen.org/WARS.html. Läst 28 juni 2011.